# Gualtiero Petrucci
Gualtiero Petrucci (Abetone, ... – ...; fl. XX secolo) è stato uno sciatore alpino italiano, vincitore della prima gara di sci alpino disputata in Italia nel 1929.

## Biografia
Gualtiero era figlio di Pietro Petrucci, detto "Pietruzzo", che all'inizio del XX secolo fu il primo a realizzare sci all'Abetone. Seguendo le orme del padre, pioniere della tecnica sciistica abetonese, prese parte alle prime gare di sci locali. Qui perfezionò la sua tecnica, sostituendo alla già diffusa "Stem Christiania" una prima versione della curva a "parallelo".
A differenza degli estesi spazi alpini il futuro comprensorio dell'Abetone era caratterizzato da cime sgombre e ripide discese che si gettavano e snodavano nel bosco fino a giungere in paese. La sua conformazione lo ha reso fin da subito maggiormente idoneo allo sviluppo di quelle che saranno le discipline dello sci alpino rispetto a quelle del già diffuso sci nordico. 

Petrucci emerge a livello nazionale proprio come vincitore della prima competizione di sci alpino tenutasi in Italia il 17 febbraio 1929, un evento che, sebbene preceda ufficialmente l'istituzione dei campionati italiani di sci alpino nel 1931, può essere riconosciuto a titolo non ufficiale come la prima edizione di tali campionati nel contesto storico dello sviluppo dello sci alpino e degli Sci Club nel paese. La vittoria di Petrucci segnò un momento significativo nella storia dello sci italiano, contribuendo a definire le basi per le competizioni ufficiali che sarebbero seguite. Una dichiarazione di Petrucci riporta: 
(Abetone tinto d'azzurro, Laura Sparnacci, Sci Club Abetone, 1958)
Da subito convocato a far parte della prima nazionale italiana di sci alpino, conquistò due medaglie di bronzo nello slalom ai campionati Italiani del 1931 e del 1932.

## Palmares

### Campionati di sci alpino per Sci Club italiani
- 1 oro (slalom  speciale nel 1929)

### Campionati italiani
- 2 bronzi (slalom speciale nel 1931, slalom speciale nel 1932)